# Battalus
Battalus là một chi nhện trong họ Corinnidae. Chúng được Ferdinand Karsch mô tả đầu tiên năm 1878. Ban đầu chúng được xếp vào họ Gnaphosidae, sau được chuyển sang họ Corinnidae năm 2015.

## Các loài
Tính đến  tháng 4 năm 2019 it contains thirteen species:
- Battalus adamparsonsi Raven, 2015 — Australia (Queensland, New South Wales, Victoria)
- Battalus baehrae Raven, 2015 — Australia (South Australia)
- Battalus bidgemia Raven, 2015 — Australia (Western Australia, Queensland)
- Battalus boolathana Raven, 2015 — Australia (Western Australia)
- Battalus byrneae Raven, 2015 — Australia (Tasmania)
- Battalus diadens Raven, 2015 — Australia (Queensland, New South Wales, Victoria)
- Battalus helenstarkae Raven, 2015 — Australia (South Australia)
- Battalus microspinosus Raven, 2015 — Australia (Western Australia, South Australia)
- Battalus rugosus Raven, 2015 — Australia (Western Australia, South Australia)
- Battalus semiflavus (Simon, 1896) — Australia (Queensland)
- Battalus spinipes Karsch, 1878 — Australia (Queensland)
- Battalus wallum Raven, 2015 — Australia (Queensland, New South Wales)
- Battalus zuytdorp Raven, 2015 — Australia (Western Australia)